# Chalais (Svizzera)
Chalais (toponimo francese; in tedesco Schalei, desueto) è un comune svizzero di 3 606 abitanti (2021) del Canton Vallese, nel distretto di Sierre.

## Monumenti e luoghi d'interesse

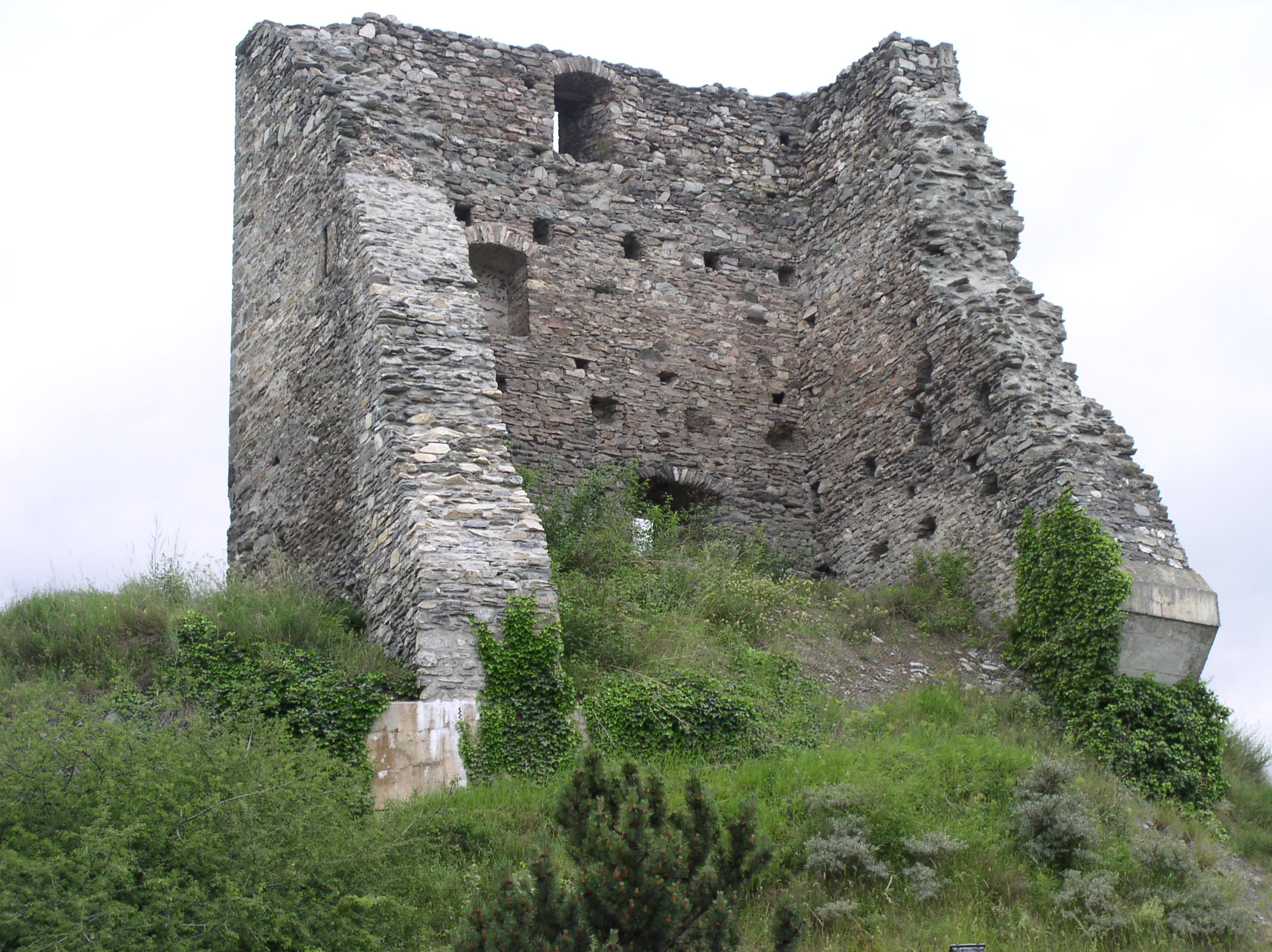
Resti della torre

- Chiesa parrocchiale cattolica di San Gallo, attestata dal 1279[1];
- Resti della torre, eretta nel XIII secolo e crollata nel 1936[1].

## Società

### Evoluzione demografica
L'evoluzione demografica è riportata nella seguente tabella:
Abitanti censiti

## Amministrazione
Ogni famiglia originaria del luogo fa parte del cosiddetto comune patriziale e ha la responsabilità della manutenzione di ogni bene ricadente all'interno dei confini del comune.